# Anusha Rahman
Anusha Rahman Ahmad Khan ou plus simplement Anusha Rahman (en ourdou : انوشہ رحمان احمد خان), née le 1er juin 1968 à Lahore, est une juriste et femme politique pakistanaise, membre de la Ligue musulmane du Pakistan (N). 
Juriste de formation, Anusha Rahman est spécialisée dans les télécommunications. Elle est députée de l'Assemblée nationale de 2008 à 2018 et ministre aux Technologies de l'information et Télécommunications de 2013 à 2018.

## Jeunesse et études
Anusha Rahman est née le 1er juin 1968 à Lahore, capitale de la province du Pendjab. Elle est diplômée d'un Bachelor of Laws en 1992 puis d'un Master of Laws du University College de Londres, avec une spécialité en droit économique et régulations des marchés. Elle devient ensuite juriste d'entreprise spécialisée dans le droit des télécommunications, notamment pour des opérateurs téléphoniques. 

## Carrière politique

### Députée
Anusha Rahman devient députée de l'Assemblée nationale pour la première fois lors des élections législatives de 2008, étant élue sur un siège reversé aux femmes du Pendjab pour la Ligue musulmane du Pakistan (N). Elle siège alors au sein de plusieurs commissions parlementaires : droit et justice, science et technologique ainsi que technologie de l'information et communication.
Elle est réélue députée lors des élections législatives de 2013, de nouveau sur un siège réservé aux femmes.

### Postes ministériels

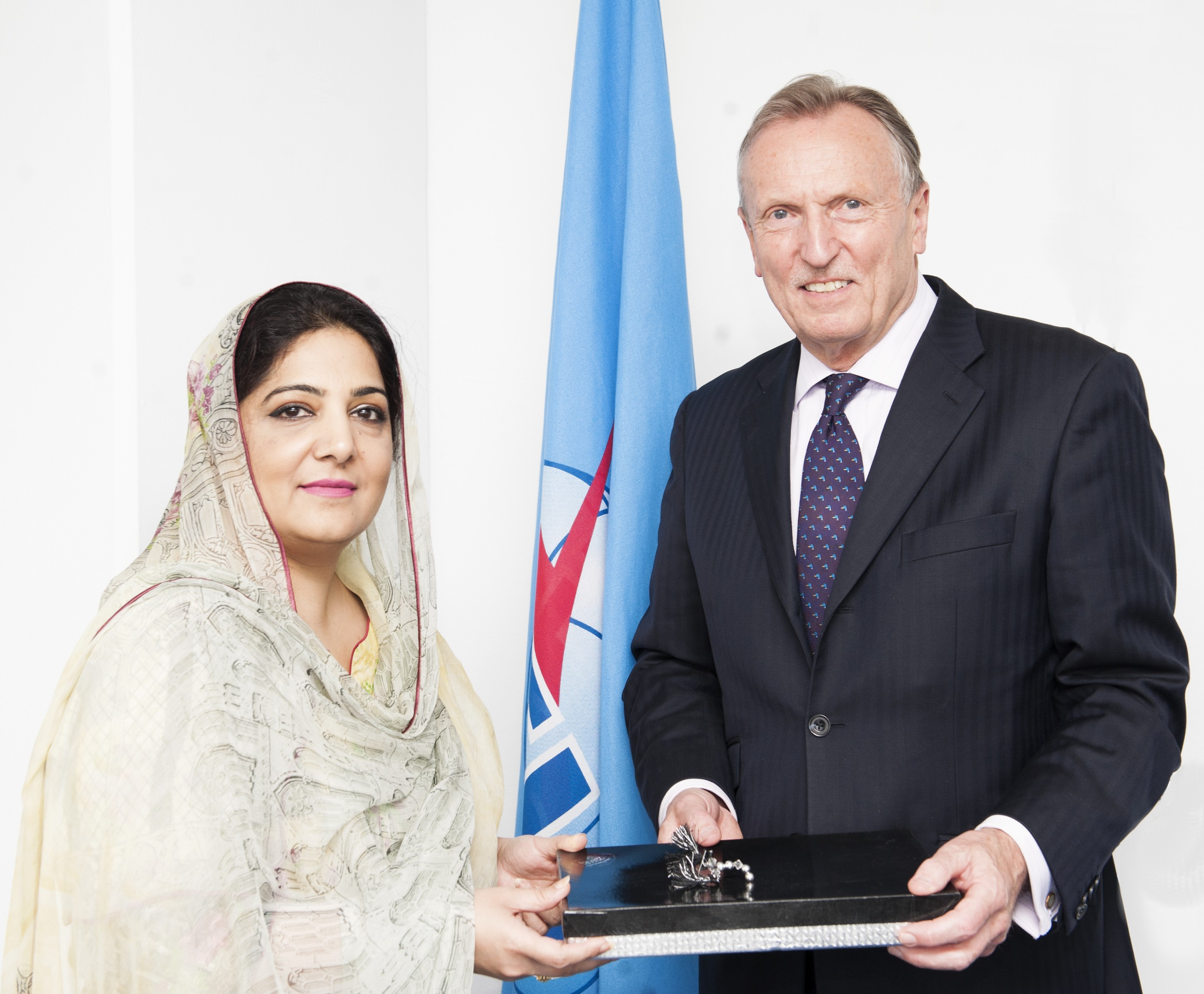
Anusha Rahman rencontre le président de l'UIT à Genève en 2016.

Après les élections législatives de 2013 qui voient la victoire de son parti, Anusha Rahman est nommée ministre d’État aux Technologies de l'information et Télécommunications dans le gouvernement fédéral du Premier ministre Nawaz Sharif le 7 juin 2013. Dès sa prise de fonction, elle doit gérer le dossier du blocage de YouTube, décidé par le gouvernement précédent, et demande au géant américain Google de bloquer les contenus « blasphématoires » au Pakistan. Le site sera finalement ré-autorisé en janvier 2016 sous une version locale permettant aux autorités de bloquer un contenu précis. La mesure fait craindre des mesures de censures de la part du gouvernement. 
Elle perd son poste le 28 juillet 2017 quand Nawaz Sharif est démis de ses fonctions, mais elle est réintégrée au même poste dans le gouvernement de Shahid Khaqan Abbasi dès le 4 aout. Le 27 avril 2018, elle est élevée au rang de ministre fédérale avec les mêmes charges. Elle quitte ses fonctions le 31 mai 2018 quand le gouvernement arrive au terme de son mandat.
Elle n'est plus députée à l'issue des élections de 2018, mais est nommée conseillère régionale au sein de la Commonwealth Telecommunications Organisation le 25 février 2019.